# Migdonia (Macedonia Centrale)
Migdonia (in greco Μυγδονία?) è un ex comune della Grecia nella periferia della Macedonia Centrale di 7.239 abitanti secondo i dati del censimento 2001.
È stato soppresso a seguito della riforma amministrativa, detta Programma Callicrate, in vigore dal gennaio 2011 ed è ora compreso nel comune di Oraiokastro.

## Località
Migdonia è suddiviso nelle seguenti comunità:
- Drymos (Δρυμός)
- Liti (Λητή)
- Melissochori (Μελισσοχώρι)